# Cosmin Moldovan

Cosmin Moldovan (n. 19 aprilie 1976, Arad), Sculptor.
Studii: Facultatea de Arte, Universitatea de Vest, Timisoara, secția sculptură, promoția 1999.

## Biografie și expoziții
Participări: 1998, 2000, 2002, 2004 salonul
bienal național de sculptură mică - Arad
1997, 1999, 2001, 2003, 2005 salonul bienal
național de desen - Arad
1996 – 2006 salonul anual de artă - Arad
1996 - 1998 student fest -Timișoara
2002 - Grup “21” Arad, Alba-Iulia
2004 - expoziția studenților facultății de arte
din Timișoara, Casa Poporului - București
2004 - aradart – galeria din Pecs, Ungaria
2005 – grup 30, Galeria Delta, Arad
2005 - grup “21 la 2.20” - galeria Delta, Arad
2005 – Festivalul Utopii contemporane
2005 – Arta fără frontiere - Oroshaza, Ungaria
2005 – Bienala internațională de artă
contemporană – Arad
2006 - Timișoara European openings –
Budapesta, Central European Cultural Institute
2006 – Romania Another beginning – Utrech,
Olanda -Cultural Center Babel
2006- “intro”- galeria Delta, Arad
2007- grup “21” galeria Delta Arad
Expoziții personale: 2004 ,,foarte colorat“-
galeria mansardă a facultății de arte din Timișoara
2005 ,,foarte colorat 2“ - galeria Delta - Arad
2005 ,,istorisiri cu trup și suflet” - Fundația
Triade – Timișoara
2006 Cosmin Moldovan –artlease gallery,
Utrech- Olanda
2007 “4 discursuri”- galeria Delta, Arad
2007 3 tineri artiști români și maghiari din
Transilvania – Debrecen, Ungaria
Premii: 2000 premiul amifran,premiul pentru
tineret [salonul bienal național de sculptură
mică-Arad]; 2004 premiul 2 Juventus al fundatiei
Triade “Apa și formele spațiale”; 2007 premiul
U.A.P. din România pentru sculptură, tineret
(activitatea artistică din anul 2006)
Tabere: 2005 Desfina –Grecia; 2005 Beringen
– Germania; 1999 Techilgiol – Romania

## Lucrări și cronică
|  | ...Ceea ce cred că fascinează la Cosmin Moldovan vine în spațiul este capacitatea lucrărilor sale de a se adresa în principal vizualului, prin accentuata dimensiune diurnă a lor, prin zenitalul care le guvernează, formei lipsindu-i parcă umbra, absorbită discret dar ferm în craclările imperceptibile ale porozității materiei, în interstițiile cavernoase ale îmbinării lemnului, ca o substanță sumbră și inoportună. De aici și senzația de fantastic, de „selenar” al acestei lumi asezonale. Elementele versificației lui plastice, predominant prosopomorfă de această dată, sunt distilate și nuanțate, ca în retorta unui degustător de priviri. Sunt mai degrabă expresia unei viziuni decât experiența tactilității și, de aceea, parcă nici nu stimulează curiozități „neîndemânatice” ci reverii în spectrul multicolor al revelațiilor unui caleideoscop translucid. ...Personajele lui Cosmin Moldovan sunt ca rubedeniile tridimensionale ale unor personaje din benzile desenate, împărtășind aceeași proximitate simbolică și aluzia aceluiași efemer ca stencil-urile, aproape vanitos anonime, din gangurile citadine, izul aceleiași insolite și ușor insolente expresii a alternativei și nonconformismului contemporan. Sunt, de fapt, încununarea vocației aforismului plastic, a miniaturalului de bună factură, a lipsei de grandilocvență, o artă care poate să placă și copiilor, formularea matură, și prin aceasta, paradoxală, a inocenței și ludicului. ...niciodată focul nu mă va mistui, doar mă va elibera din această formă, spune înghețata. să auzi, să vezi, să nu crezi...”, scrie Cosmin Moldovan. Iată o idiosincratică răstălmăcire a cuvintelor „când nu mai suntem copii, suntem deja morți” (Constantin Brâncuși). | — Emil Moldovan |